# بيتر جيفري سيمبسون
بيتر جيفري سيمبسون (بالإنجليزية: Peter Jeffery Simpson)‏ هو رئيس الكلية الملكية لأطباء التخدير منذُ 2003 حتى 2006، وفي يونيو 2006 تم منحه وسام فارس لخدمته في هيئة الخدمات الصحية الوطنية في المملكة المتحدة.